# بيل دانس (مدير التصوير)
بيل دانس (بالإنجليزية: Bill Dance)‏ هو مدير التصوير ‏ أمريكي، ولد في 29 يوليو 1951 في بطرسبرغ في الولايات المتحدة.

## وصلات خارجية
- بيل دانس على موقع IMDb (الإنجليزية)
- بيل دانس على موقع قاعدة بيانات الفيلم (الإنجليزية)